# 赤瀬雅子
赤瀬 雅子（あかせ まさこ、1933年11月25日 - ）は、日本の比較文学者。桃山学院大学名誉教授。
主として永井荷風の比較文学的研究を行った。

## 略歴
東京市（現 新宿区）生まれ。1957年、早稲田大学文学部卒業。1962年、パリ大学文学部比較文学専攻中退。1968年、早稲田大学大学院文学研究科博士課程満期退学。1968年、桃山学院大学文学部専任講師、1970年助教授、1974年教授。1990年11月、第4回物集索引賞受賞。2003年、定年退職、名誉教授。

## 著書
- 『永井荷風とフランス文学』（荒竹出版） 1976
- 『比較文学の展開 新しい文学史のために』（桃山学院大学総合研究所） 1983
- 『永井荷風 比較文学的研究』（荒竹出版） 1986
- 『比較文学・比較文化 フランス文学・フランス文化の影響』（桃山学院大学総合研究所） 1995
- 『永井荷風とフランス文化 放浪の風土記』（荒竹出版） 1998
- 『フランス随想 比較文化的エセー』（秀英書房） 2007

### 共編著
- 『明治のフランス文学 フランス学からの出発』（富田仁共著、駿河台出版社） 1987
- 『永井荷風の読書遍歴 書誌学的研究』（志保田務共著、荒竹出版） 1990
- 『芥川龍之介の読書遍歴 壮烈な読書のクロノロジー』（志保田務, 山田忠彦共編著、学芸図書） 2003

## 翻訳
- 『ショパン』（ジャン=マリー・グルニエ、店村新次共訳、音楽之友社、不滅の大作曲家） 1971

## 論文
- 赤瀬雅子